# پارسهوراما
پارسهوراما یا پاراشهوراما (انگلیسی: Parashurama) ششمین تجسم در میان داشاواتارای خدای ویشنو در آیین هندو است. اعتقاد بر این است که او یکی از چیرانجیوی‌ها (آنهایی که عمر طولانی دارند یا جاودانه‌ها) است، که در پایان کالی یوگا به عنوان گورو دهمین و آخرین تجسم ویشنو، کالکی ظاهر می‌شود. او دارای صفات متعددی بود که شامل نه تنها پرخاشگری، جنگاوری و شجاعت، بلکه آرامش، احتیاط و بردباری بود.
به نظر می‌رسد که پاراشوراما در خانواده جامادانی و رنوکا به دنیا آمده بود، و در زمانی ظاهر شود که شر طاقت‌فرسا بر روی زمین غالب شده بود. طبقه کشتریا با سلاح و قدرت شروع به سوء استفاده از قدرت خود کرده بود، آنچه را که متعلق به دیگران بود به زور تصاحب کرده و مردم را استبداد می‌کرد. او تعادل کیهانی را با بیست و یک بار نابود کردن رزمندگان کشاتریا اصلاح کرد.